# Les Maillys
Les Maillys ist eine französische Gemeinde mit 797 Einwohnern (Stand: 1. Januar 2022) im Département Côte-d’Or in der Region Bourgogne-Franche-Comté. Sie gehört zum Arrondissement Dijon und zum Kanton Auxonne. Die Einwohner werden Maillotins genannt.
Die Gemeinde besteht aus den Ortschaften Mailly-la-Ville, Mailly-le-Château, Mailly-l’Église und Mailly-le-Port.

## Geographie
Les Maillys liegt etwa 28 Kilometer südöstlich von Dijon am Tille. Die Saône begrenzt die Gemeinde im Süden und Osten. Umgeben wird Les Maillys von den Nachbargemeinden Champdôtre im Norden und Nordwesten, Pont im Norden, Tillenay im Norden und Nordosten, Auxonne im Nordosten, Labergement-lès-Auxonne und Flagey-lès-Auxonne im Osten, Saint-Seine-en-Bâche im Südosten, Laperrière-sur-Saône im Süden, Échenon im Westen und Südwesten sowie Trouhans im Westen.

## Bevölkerungsentwicklung
| Jahr                       | 1962 | 1968 | 1975 | 1982 | 1990 | 1999 | 2006 | 2013 | 2019 |
| Einwohner                  | 749  | 709  | 668  | 774  | 739  | 764  | 813  | 875  | 808  |
| Quellen: Cassini und INSEE |      |      |      |      |      |      |      |      |      |

## Sehenswürdigkeiten
- Kirche Saint-Germain-de-Paris aus dem 17. Jahrhundert
- Reste des früheren Schlosses aus dem 17. Jahrhundert
- Brücke über den Tille

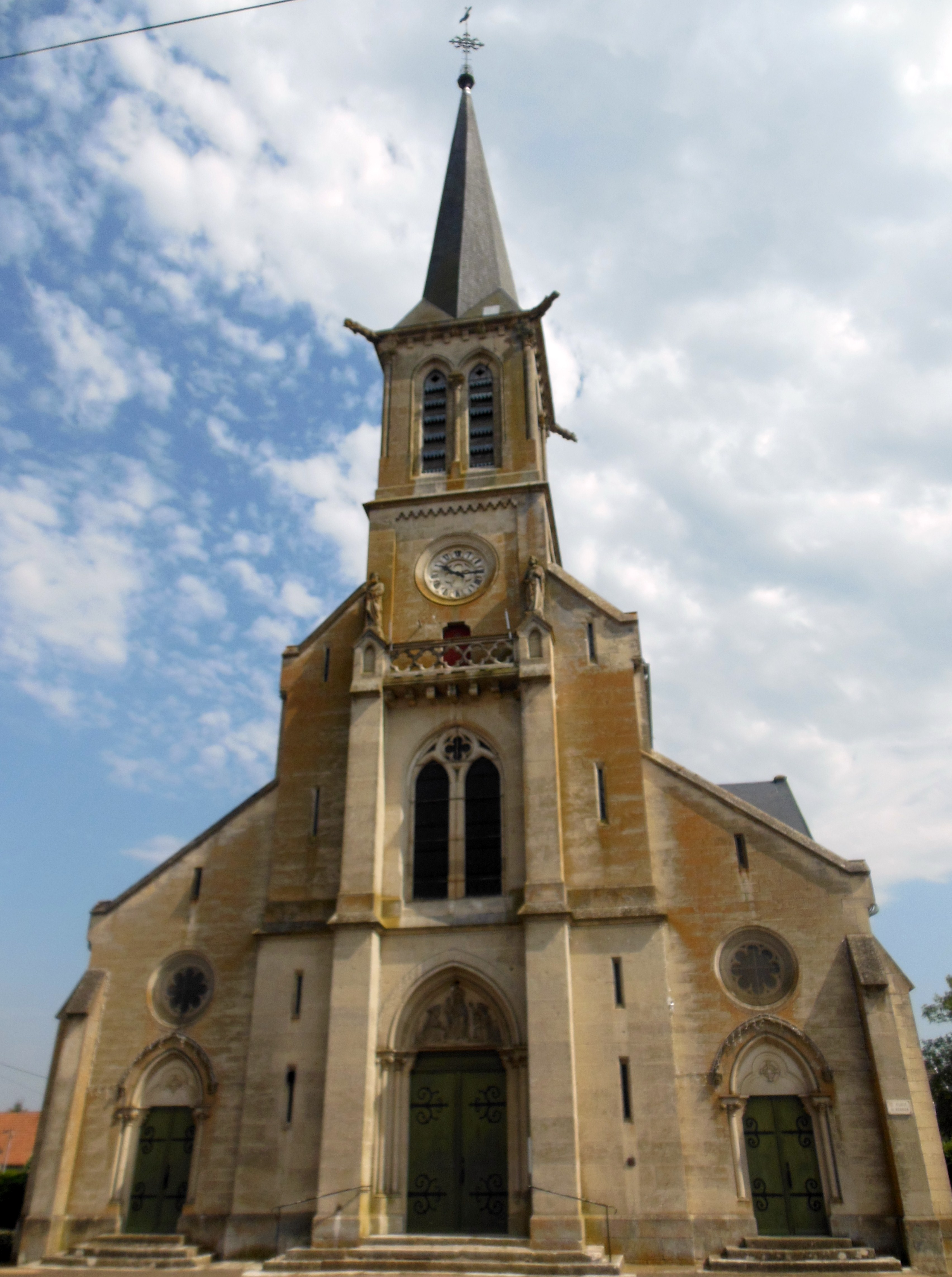
Kirche Saint-Germain-de-Paris
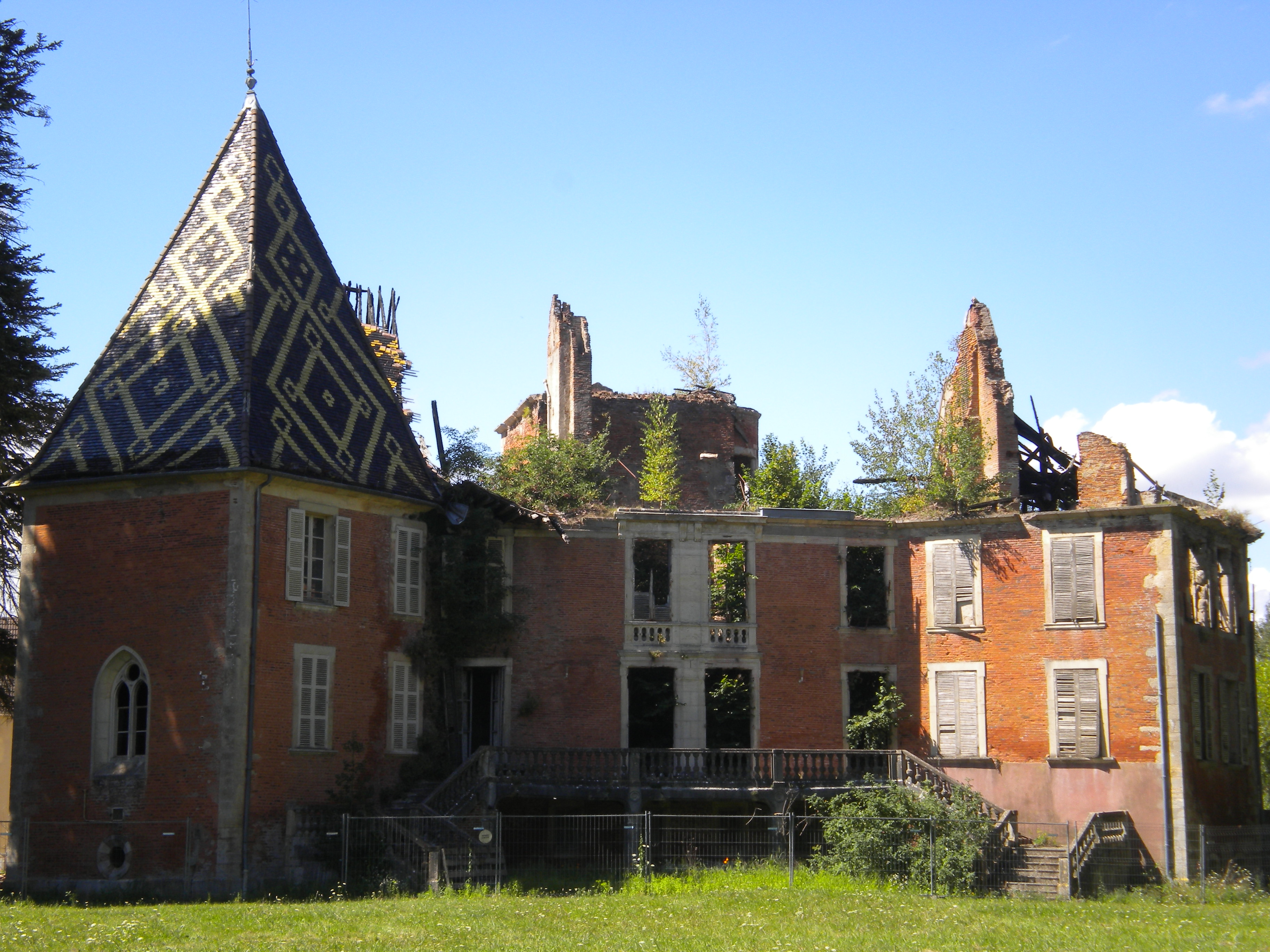
Reste des früheren Schlosses Les Maillys
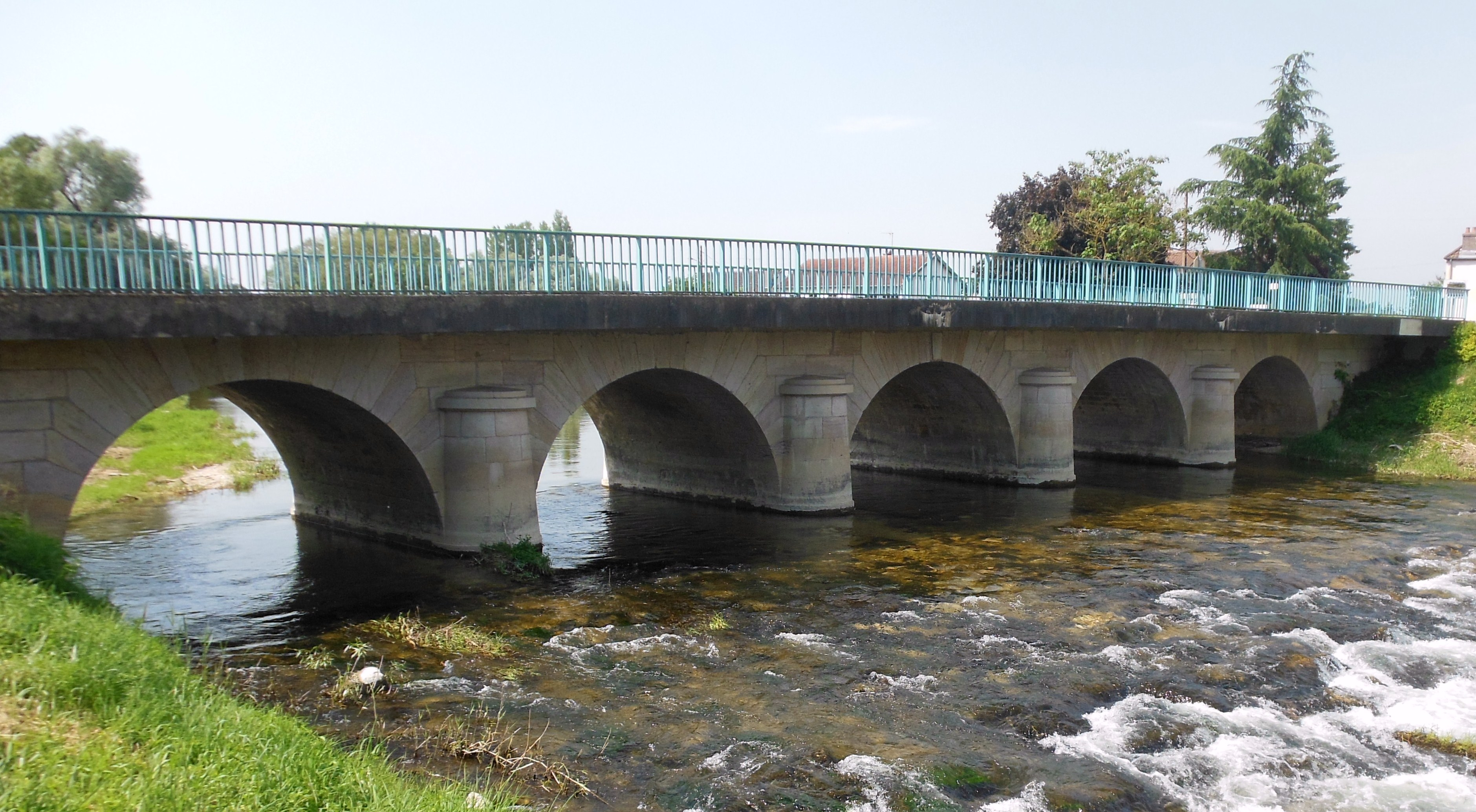
Brücke über den Tille